# 怒平鮋
怒平鮋，為輻鰭魚綱鮋形目鮋亞目平鮋科的其中一種，為深海魚類，分布於西北太平洋日本與鄂霍次克海海域，棲息深度300-1400公尺，體長可達60公分，棲息在底層水域，卵胎生，生活習性不明。